# Templo de Independence

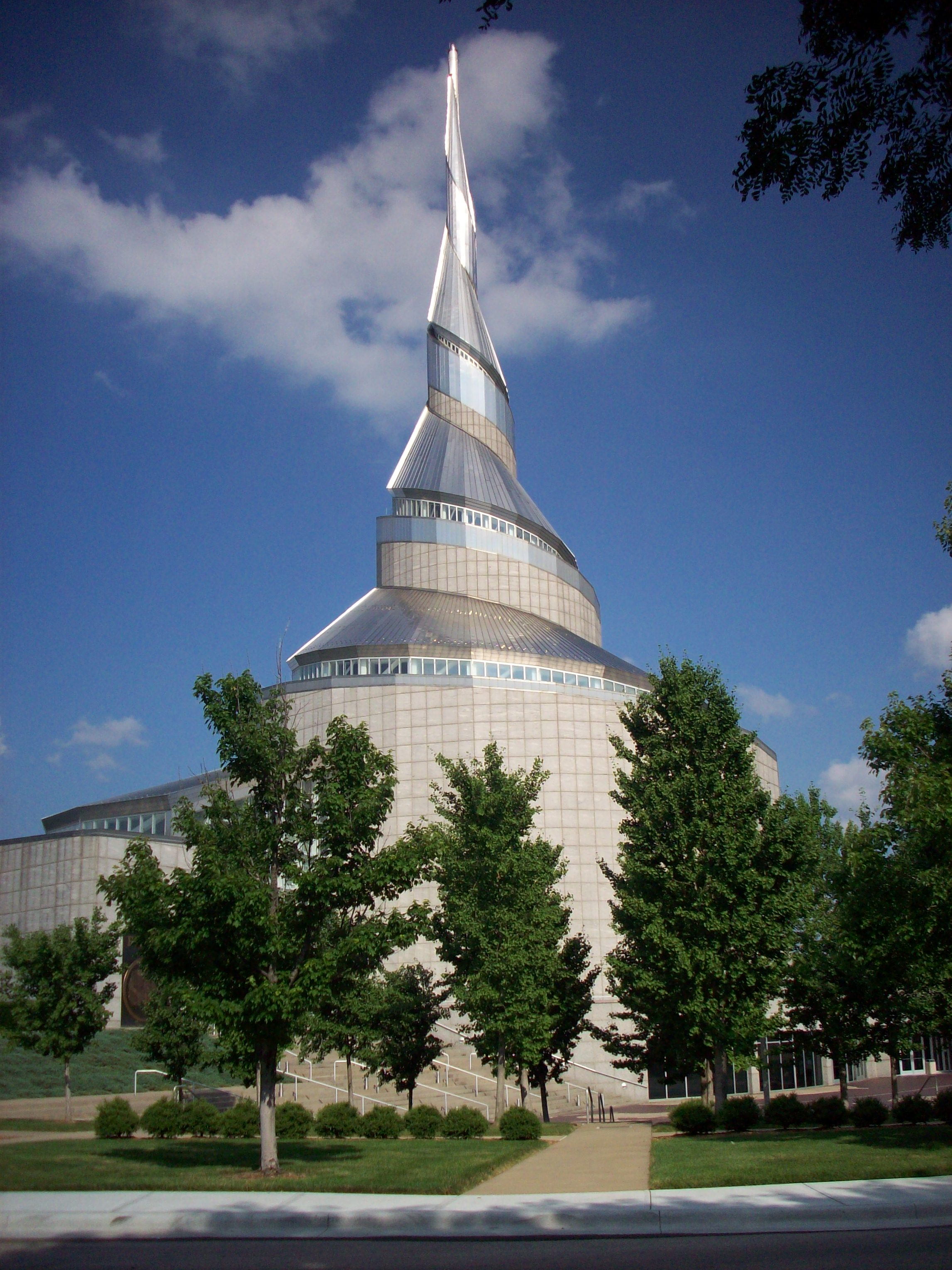
Comunidade de Cristo e do Templo em Independence, Missouri, EUA. Dedicado 1994

O Templo de Independence, é uma casa de adoração e educação, "dedicado à busca da paz". Ele domina o horizonte de Independence, Missouri, EUA, e tornou-se o ponto principal da sede da Comunidade de Cristo (anteriormente, a Igreja Reorganizada de Jesus Cristo dos Santos dos Últimos Dias). O templo foi construído pela Comunidade de Cristo em resposta a uma revelação apresentada em 1984, na Conferência Mundial da igreja pelo profeta-presidente Wallace B. Smith. A revelação culminou instruções partilhado ao longo de mais de 150 anos antes de profeta-presidentes reconhecidos pela Comunidade de Cristo. A pedra fundamental para o templo teve lugar sexta-feira, 6 de abril de 1990, e foi dedicado no domingo, 17 de abril de 1994.

## Templo ministérios

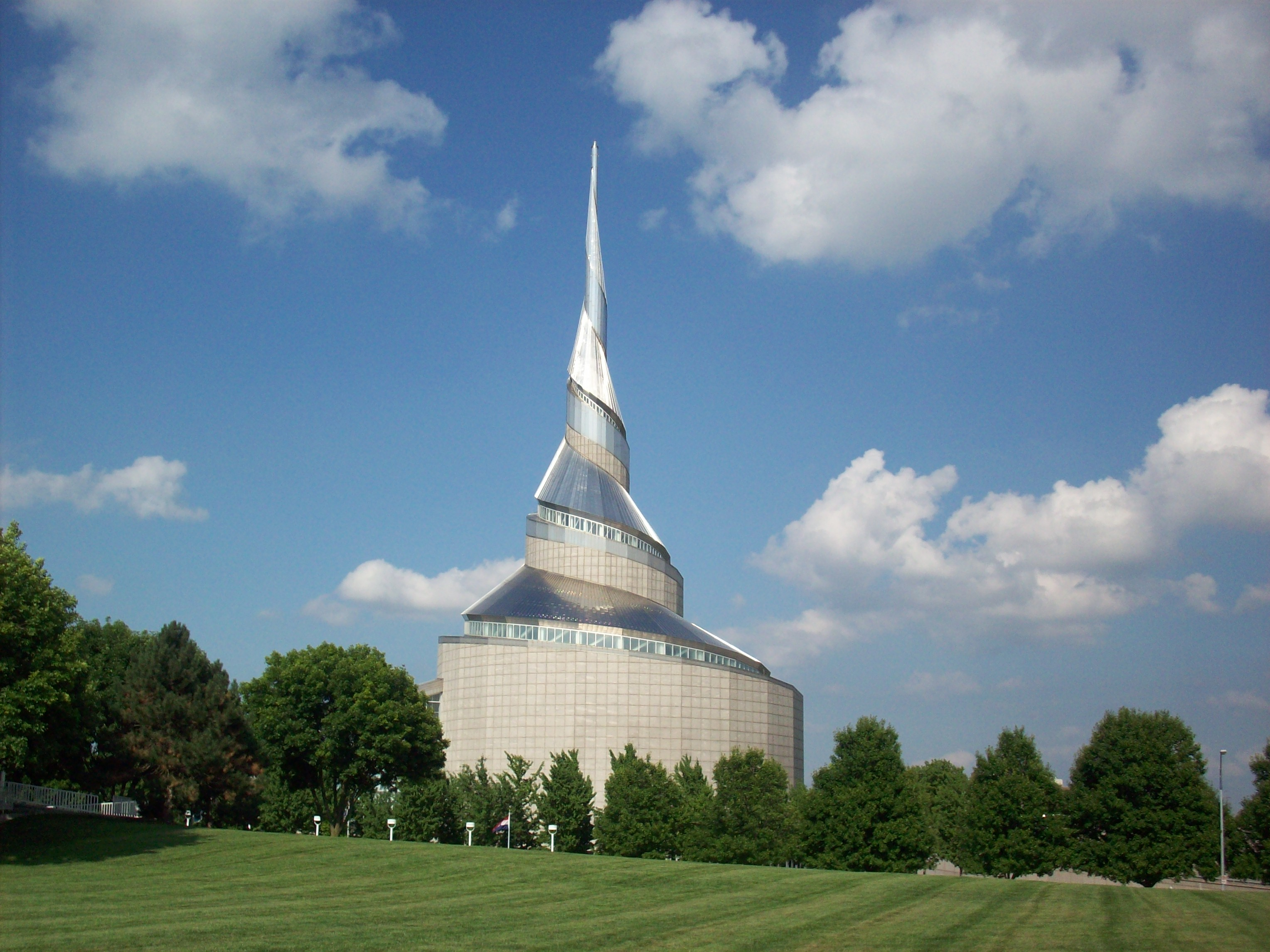
O Templo, visto a partir do Lote do Templo

O templo é considerado um símbolo da missão da igreja, e tem sido intimamente associado com a denominação de desenvolvimento de teologia de Sião, ou seja, o pacífico Reino de Deus em primeiro lugar defendida como Reino de Deus por Jesus Cristo. O primeiro grande evento realizado no Templo antes de sua dedicação, foi a Conferência Internacional das Mulheres, em junho de 1993. O Templo não tem cerimónias privadas e é aberto a todos. Os sacramentos realizada são a Comunhão, a Administração para os Doentes (Imposição de Mãos), e Ordenação. Inicialmente, seis templo ministérios centros foram criados em resposta à construção do Templo.